# Anisogomphus anderi
Anisogomphus anderi är en trollsländeart som beskrevs av Maurits Anne Lieftinck 1948. Anisogomphus anderi ingår i släktet Anisogomphus och familjen flodtrollsländor. Inga underarter finns listade i Catalogue of Life.